# Арнал Мир де Тост
Арнал Мир де Тост (исп. Arnal Mir de Tost; на каталанском — Арнау, на латыни — Arnallus; ок. 1000, Рибера-де-Уржельет — после 1072) — рыцарь из Урхельского графства, владелец замка Ллорда и виконт Ажера.

## Биография
Арнал Мир де Тост был известен как отважный воин в предпиренейских графствах, получивший прозвище «Сид земель Лериды» за выдающуюся деятельность при завоевании Эстремадуры уржельцами. Наряду с графом Эрменголом III Уржельским, Арнал Мир де Тост является одним из полководцев, в 1064 году по приказу короля Арагона Санчо Рамиреса отвоевашего крепость Барбастро. Кроме того, в союзе с графом Барселоны он завоевал местечки Камараса и Кубельс.
Был похоронен в церкви Святого Петра в Ажере. Позже его останки были перенесены в 1856 году местную церковь, где в декабре 2009 года были реставрированы.
Арнал Мир де Тост был женат на Арсенде, родившей трёх сыновей: Арнала и двух его братьев по имени Гильермо, которые умерли раньше отца. Дочери:
- Ледгарда, которая вышла замуж за виконта Понса I де Кабрера. Ребёнком, родившимся в этом браке, был Жеро II де Кабрера, которому Арнал Мир по завещанию 1071 года оставил владение Ажером
- Валенсия, жена Арнау Рамона де Пальярс-Хусса, граф Нижниго Пальярса.